# Phyllangium distylis
Phyllangium distylis är en tvåhjärtbladig växtart som först beskrevs av Ferdinand von Mueller, och fick sitt nu gällande namn av C.R. Dunlop. Phyllangium distylis ingår i släktet Phyllangium och familjen Loganiaceae. Inga underarter finns listade i Catalogue of Life.